# Pirc
Pirc je 36. najbolj pogost priimek v Sloveniji, ki ga je po podatkih Statističnega  urada Republike Slovenije na dan 31. decembra 2007 uporabljalo 2.022 oseb, na dan 1. januarja 2010 pa 2.051 oseb in je med vsemi priimki po pogostosti uporabe zavzemal 35. mesto. 

## Znani nosilci priimka
- Alfonz Pirc (1893—1973), kmetijski strokovnjak, univ. profesor, matičar Agronomske fakultete
- Alenka Pirc, maserka
- Ksaverija (Ana) Pirc (1894—1987), redovnica, misijonarka
- Bogdan Pirc (1941—2004), nogometaš
- Bojan Franc Pirc (1901—1991), zdravnik
- Bojan Frančišek Pirc (1929—2006), zdravnik onkolog
- Borivoj Pirc, vojaški pilot - letalski as
- Borut Pirc (1938—1999), kirurg, alpinist?
- Breda Pirc (r. Kolenc) (1921-2016), medicinska biokemičarka
- Ciril Pirc (1865—1941), časnikar in politik
- Cirila Pirc, namiznoteniška igralka
- Esad Pirc, nogometaš
- Ferdo Pirc (1918—?), zborovodja
- Franc Pirc (1785—1880), duhovnik, misijonar v Ameriki in sadjar
- France Pirc (1883—1929), lazarist, cerkveni glasbenik, zborovodja
- France Pirc (1899—1954), generalmajor in letalski as
- Franjo Pirc (1872—1950), novinar, dopisnik, publicist
- Gašper Pirc (*1986), filozof
- Gustav Pirc (1859—1923), agronom
- Helena Pirc, novinarka, TV voditeljica
- Ivo Pirc (1891—1967), zdravnik higienik
- Jože Pirc - Soso (1916—?), partizan, politični komisar in kuhar
- Jožko Pirc (*1948), teolog, ekleziolog, prof. Urbaniane in rektor Slovenika (Rim)
- Louis (Alojzij) Pirc (1887—1939), časnikar, publicist in izseljenski delavec v Ameriki
- Maks Pirc dr. (+ 1933) = zdravnik?
- Marija Vegelj Pirc (*1940), zdravnica nevropsihiatrinja, organizatorka psihološke pomoči onkološkim bolnikom
- Marjan Pirc (1928—2019), manager in lovec (=?)
- Miran Pirc (1934—2020), kineziolog
- Nasta Pirc Delak (1925—2023), zdravnica anesteziologinja
- Nataša Pirc Musar (*1968), pravnica, novinarka, TV-voditeljica, informacijska pooblaščenka, odvetnica, predsednica?
- Rahela Jagrič Pirc, filmska režiserka
- Raša Pirc (*1940), fizik, akademik, zaslužni znanstvenik IJS
- Savo Pirc, dr. (+1986)
- Savo Pirc, glasbenik kitarist, skladatelj
- Simon Pirc (1932—2024), geolog, univ. profesor
- Simon Pirc (*1975), nogometaš
- Tatjana Pirc (*1961), radijska novinarka
- Tomo Pirc (1952—2012), glasbeni urednik na radiu
- Vasja Pirc (1907—1980), šahovski velemojster